# Мяолі (повіт)
Повіт Мяолі (кит. трад. 苗栗縣, піньїнь: Miáolì xiàn) — один з повітів провінції Тайвань Китайської республіки.

## Етимологія
Назва повіту є фонетичним записом слів мови хакка «猫里» («котяче село»).

## Історія
З давніх часів ці землі населяли таокаси. З XVII століття тут почали селитися китайці, і в державі сім'ї Чжен ці землі входили до складу повіту Тяньсін (天兴). Після завоювання Тайваню військами династії Цин ці землі увійшли до складу повіту Чжуло (諸羅). У 1878 році для управління північною частиною Тайваню була утворена управа (台北府), і ці землі увійшли до складу підпорядкованого їй повіту Сіньчжу (新竹). У 1889 році з повіту Сіньчжу був виділений окремий повіт Мяолі.
У 1895 році Тайвань був переданий Японії, і японці встановили свою систему адміністративно-територіального поділу.
Після капітуляції Японії в 1945 році і повернення Тайваню під юрисдикцію Китаю був утворений повіт Сіньчжу, а ці землі увійшли до його складу в якості району Мяолі (苗栗區). У 1950 році відбулася реформа адміністративно-територіального поділу, і район знову став повітом.

## Адміністративний поділ

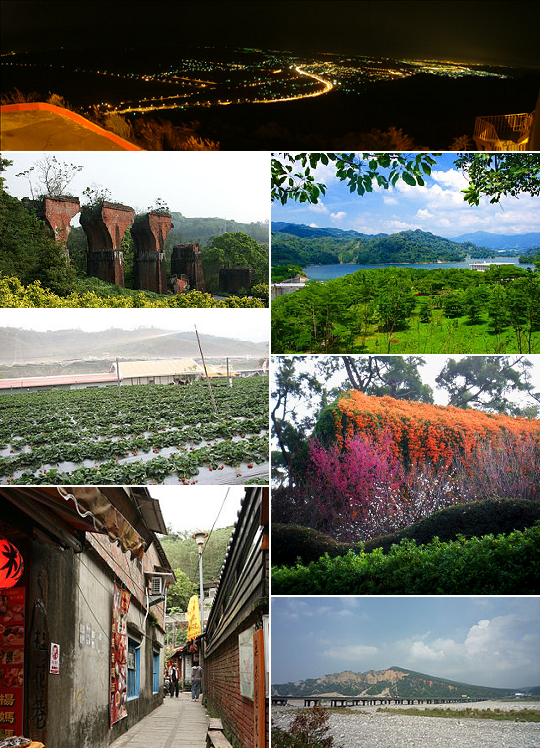
Краєвиди повіту

Одне місто повітового підпорядкування, 6 міських волостей і 11 сільських волостей.
- Міста повітового підпорядкування
  - Мяолі (苗栗市)
- Міські волості
  - Хоулун (後龍鎮)
  - Тунсяо (通霄鎮)
  - Тоуфень (頭份鎮)
  - Юаньлі (苑裡鎮)
  - Чжунань (竹南鎮)
  - Чжолань (卓蘭鎮)
- Сільські волості
  - Даху (大湖鄉)
  - Гунгуань (公館鄉)
  - Наньчжуан (南庄鄉)
  - Саньвань (三灣鄉)
  - Саньї (三義鄉)
  - Шітань (獅潭鄉)
  - Тайань (泰安鄉)
  - Тунло (銅鑼鄉)
  - Тоуу (頭屋鄉)
  - Сіху (西湖鄉)
  - Цзаоцяо (造橋鄉)

## Символи повіту
- Сорока звичайна
- Камфорне дерево